# Marke (Marketing)

Beziehung zwischen dem Rechts- und dem Marketingbegriff der Marke

Der im Marketing verwendete Begriff Marke (englisch brand, wörtlich: Brandzeichen) steht für alle Eigenschaften und Merkmale, in denen sich Wirtschaftsobjekte, die mit einem Markennamen in Verbindung stehen, von konkurrierenden Objekten anderer Markennamen unterscheiden.

## Allgemeines
Die Objekte sind klassischerweise Waren (Handelsmarken) und Dienstleistungen, zunehmend aber auch Unternehmen, Personen, Kommunen und Sportteams. Kaufentscheidende Eigenschaften werden als „markenprägend“ bezeichnet.

## Abgrenzung zum juristischen Markenbegriff
Der Begriff „Marke“ im Sinne des Marketings geht über das klassische, juristische Verständnis der Marke als rechtlich geschütztem Herkunftszeichen („Markenzeichen“) hinaus.
Nach dem klassischen Markenverständnis genügte es, wenn die Interessenten und Käufer eines Produkts in der Lage waren, den Hersteller anhand von Markenzeichen zu identifizieren. Im modernen Markenverständnis gilt eine Marke erst dann als erfolgreich, wenn die Zielgruppen imstande sind, den Hersteller auch ohne Markenzeichen – etwa anhand von Eigenschaften seiner Produkte – zweifelsfrei zu identifizieren.
Im Mittelpunkt steht also die Frage: Worin unterscheiden sich die Objekte, die einen Markennamen repräsentieren, von konkurrierenden Objekten anderer Markennamen?
Um den Zielgruppen diese Unterscheidung zu ermöglichen, beschränkt sich der im Marketing verwendete Marken-Begriff nicht auf die Markenzeichen, sondern erstreckt sich auch auf alle Ergebnisse des Marketing-Mix, die der Inhaber und die Zielgruppen der Marke als charakteristisch für den Markennamen (d. h. als markenprägend) ansehen.

## Funktionen einer Marke
Für den Inhaber eines Markenzeichens stellt die Marke ein Instrument der Produktpolitik dar (siehe Markenpolitik):
- Für Produktionsunternehmen und Dienstleistungsunternehmen bieten (Hersteller-)Marken bzw. Dienstleistungsmarken die Möglichkeit, die Eigenschaften der eigenen Produkte oder Dienstleistungen deutlicher hervorzuheben, ihnen ein Profil (Image) zu geben und sie somit von vergleichbaren Produkten anderer Anbieter abzuheben.
- Für Handelsunternehmen und Verbundgruppen des Handels bieten Handelsmarken bzw. Eigenmarken die Möglichkeit, den „überall erhältlichen“ Herstellermarken Alternativen an die Seite zu stellen und ihrem Sortiment, zumindest in Teilen, ein Sortimentsimage zu geben, es von vergleichbaren Sortimenten der Mitbewerber abzuheben und das eigene Unternehmen zu profilieren. Wegen der geringeren Belastung mit Werbekosten können Handelsmarken zudem im Vergleich zu Herstellermarken zu niedrigeren Verkaufspreisen angeboten werden und zu einem günstigen Preisimage beitragen.

Für Konsumenten sind Marken eine Erleichterung, sich auf dem Markt zu orientieren. Mit dem Kauf eines Hersteller- oder Händler-Markenartikels erwirbt der Konsument nicht nur einen Gebrauchs- oder Verbrauchsgegenstand; ihm soll zusätzlich ein ideeller Nutzen gewährt werden, nämlich ein an die Markierung der Ware (Markenzeichen, früher: Warenzeichen) geknüpftes Qualitätsversprechen bezüglich der Eigenschaften des Produktes und des hinter der Marke stehenden Unternehmens. (Näheres dazu siehe unter Markenführung und Corporate Branding.) Namentlich durch die Veröffentlichung vergleichender Warentests konnte der psychologische Nachteil der eher weniger bekannten Handelsmarken gegenüber den eher bekannten Herstellermarken („Markenartikeln“) weitgehend beseitigt werden.

## Markentypologie
Im Marketing werden folgende Arten von Marken unterschieden:
- Art des Eigentümers:
  - Herstellermarke
  - Handelsmarke (Händlermarke, Eigenmarke, Hausmarke)
  - Dienstleistermarke
- Art des Wirtschaftsgutes:
  - Warenmarke (engl. Product Brand)
  - Dienstleistungsmarke (engl. Service Brand)[4]
„Warenmarke“ und „Dienstleistungsmarke“ werden unter dem Begriff „Produktmarke“ zusammengefasst; dieser ist jedoch nicht gleichbedeutend mit dem englischen Begriff „Product Brand“.
- Person (z. B. Star als Marke)[5]
- Zeitpunkt des Markteintritts:
  - Pioniermarke
  - Nachahmermarke
- Preis- (bzw. Qualitäts)niveau der zur Marke gehörenden Produkte:
  - Billigmarke
  - Premiummarke
- Laufende Nummer der Marke eines Anbieters:
  - Erstmarke
  - Zweitmarke
  - Dritt- bzw. Ergänzungsmarke
- Geographische Vermarktung:
  - Lokalmarke
  - Regionalmarke
  - nationale Marke
  - internationale Marke
  - Weltmarke
- Geographischer Geltungsbereich des Markenschutzes:
  - Gemeinschaftsmarke (innerhalb der Europäischen Union)
- Branche:
  - z. B. Automarke
- Rolle des Unternehmens im Markt:
  - Arbeitgebermarke
- Zugehörigkeit zu einer Markenfamilie:
  - Einzelmarke
  - Familienmarke
- Stellung innerhalb einer Markenfamilie:
  - Monomarke (Einzelproduktmarke)
  - Dachmarke (eines Herstellers) bzw. Sortimentsmarke (eines Händlers)
Besondere Formen von Dachmarken sind:
    - geografische Ortsmarke (engl. Place Brand), z. B.
      - Ländermarke (engl. Nation Brand)
      - Regionenmarke (engl. Region Brand) (nicht zu verwechseln mit Regionalmarke)
      - Stadtmarke (engl. City Brand)
Sie kennzeichnen indirekt alle Produkte, die vom betreffenden Unternehmen oder Ort stammen.

  - Unternehmensmarke (engl. Corporate Brand)